# Alfonso Cuarón
Alfonso Cuarón Orozco (* 28. listopadu 1961 v Mexiku) je mexický scenárista, producent a režisér. V současnosti je jedním z nejvýznamnějších osobností mexické kinematografie, společně s Guillermem del Toro a Alejandrem González Iñárritu. V Česku se proslavil až kultovní Mexickou jízdou (za jejíž scénář spolu se svým bratrem Carlosem vyhrál cenu na festivalu v Benátkách a byl nominován na Oscara), největší úspěch zaznamenal natočením třetího dílu Harryho Pottera; též díky filmu Potomci lidí se dostal do širšího povědomí. Pro rok 2013 natočil film Gravitace, který dosáhl obrovských úspěchů. Nejenže film měl na Oscarech v roce 2014 největší počet výher (7), ale Alfonso sám získal za tento film dva Oscary, za střih a režii.

## Filmografie
- Cuarteto para el fin del tiempo (1983)
- Cita con la muerte (1989)
- Sólo con tu pareja (1991)
- Malá princezna (1995)
- Velké naděje (1998)
- Mexická jízda (Y tu mamá también) (2001)
- Harry Potter a vězeň z Azkabanu (2004)
- Potomci lidí (2006)
- Paříži, miluji Tě (2006)
- Gravitace (2013)
- Roma (2018)